# Htop
htop — компьютерная программа, предназначенная для вывода на терминал списка запущенных процессов и информации о них (монитор процессов). Создана как альтернатива программы top. Написана на языке Си. Предоставляет пользователю текстовый интерфейс; для вывода на терминал использует библиотеку ncurses.

## История
Hisham Muhammad, автор программы, назвал её «htop» по аналогии с тем, как названа программа «pinfo», написанная программистом по имени Przemek Borys. Слово «pinfo» означает «Przemek's info». Слово «htop» означает «Hisham's top».
Программа получала сведения о процессах из виртуальной ФС procfs, реализованной ядром Linux, поэтому могла работать только в ОС Linux.
Первое сообщение с упоминанием ОС FreeBSD опубликовано в списке рассылки 9 мая 2006 года и информирует о выходе htop версии 0.6.1. 30 августа 2007 года в коллекцию портов ОС FreeBSD была добавлена портированная программа htop версии 0.6.6 (выпущенная 1 июня 2007 года). Для эмуляции procfs программа использовала библиотеку linprocfs. Появилась возможность портирования htop под любую ОС, поддерживающую слой эмуляции procfs.
htop версии 0.8.2 (выпущенная 2 июня 2009 года) была портирована для работы в ОС Mac OS X. Портирование было выполнено путём замены кода, специфичного для Linux, на код, специфичный для Mac OS X.
13 января 2014 года проект переехал с сайта SourceForge.net на сайты http://hisham.hm/htop/, GitHub.com (исходный код) и FreeLists.org (список рассылки).
До версии 1.0.3 (выпущенной 24 апреля 2014 года) программа официально поддерживала только ОС Linux. Начиная с версии 2.0.0 (выпущенной 10 февраля 2016 года) в исходный код htop был добавлен слой для абстрагирования от особенностей различных ОС. Усилиями сообщества htop удалось портировать для работы в операционных системах FreeBSD, OpenBSD и Darwin (Mac OS X).

## Применение
htop часто применяется в тех случаях, когда информации, получаемой от утилиты top, недостаточно, например, при поиске утечек памяти в процессах.
htop также используется как system monitor.

## Возможности
htop по умолчанию сортирует список процессов по величине, позволяющей оценить продолжительность времени выполнения процесса на ЦПУ (клавиша P) («CPU%»). Также сортировка возможна по размеру занятой процессом памяти (клавиша M) («MEM%»), по времени выполнения процесса в пространстве ядра и пространстве пользователя (клавиша T) («TIME+») и по любому отображаемому параметру процесса (клавиши < и >).
htop показывает:
- время, прошедшее с момента запуска ОС (англ. uptime);
- загруженность ОС (англ. load average);
- размеры страниц памяти, размещённых в ОЗУ («Mem»);
- размеры страниц памяти, сохранённых в файл или на раздел подкачки («Swp»);
- нагруженность всех процессоров («CPU») или каждого процессора/ядра по отдельности.

В отличие от утилиты top, htop:
- по умолчанию показывает список всех процессов, запущенных в ОС;
- позволяет выполнять вертикальную и горизонтальную прокрутку списка процессов (клавиши стрелок);
- реализует диалог (клавиша S), позволяющий менять настройки без перезапуска программы, например, выбрать параметры процессов для показа, поменять цветовую схему;
- позволяет отправлять сигнал одному или нескольким выбранным процессам без ввода pid (клавиша k) (аналог функциональности утилиты kill);
- также без ввода pid позволяет:
  - менять приоритет nice процесса для планировщика процессов (клавиши [ и ]) (аналог функциональности утилит nice и renice);
  - выбирать процессоры/ядра, на которых процесс может выполняться (клавиша a) (см. affinity mask[англ.]) (аналог функциональности утилиты taskset из пакета util-linux);
  - менять приоритет операций ввода-вывода для планировщика ввода-вывода (клавиша i) (аналог функциональности утилиты ionice);
  - просматривать значения переменных окружения (клавиша e);
- поддерживает мышь.

Также htop:
- позволяет выбирать несколько процессов из списка:
  - клавиша пробел — выделение одного процесса;
  - клавиша c — выделение процесса и всех его дочерних процессов;
  - клавиша U — отменить выделение;
- позволяет выполнять поиск по pid (клавиши цифр) или по имени процесса (клавиши / и \);
- позволяет просматривать открытые процессом файлы (клавиша l) (аналог функциональности утилиты lsof);
- позволяет следить за системными вызовами процесса (клавиша s) (аналог функциональности утилиты strace[англ.]);
- позволяет следить за вызовами процессом библиотечных функций (клавиша s) (аналог функциональности утилиты ltrace[англ.]);
- позволяет просматривать процессы, запущенные от имени одного пользователя (клавиша u);
- может выводить процессы в виде дерева (клавиша t) (аналог функциональности утилиты pstree[англ.]);
- может показывать потоки процессов пользователя (клавиша H) и потоки ядра (клавиша K);
- использует CSI коды для разукрашивания выводимого текста.

Значения цветов
| Цвет по умолчанию | Цвет по умолчанию | Время ЦПУ тратится на выполнение … | Время ЦПУ тратится на выполнение …                                                                    |
| ----------------- | ----------------- | ---------------------------------- | --- |
|                   | Синий             | low                                | … потоков пользователя, у которых приоритет nice больше 0 (низкие приоритеты)                         |
|                   | Зелёный           | normal                             | … потоков пользователя, у которых приоритет nice меньше или равен 0 (нормальный и высокие приоритеты) |
|                   | Красный           | kernel                             | … потоков ядра ОС                                                                                     |
|                   | Жёлтый            | irq                                | … обработчиков аппаратных прерываний                                                                  |
|                   | Маджента          | soft-irq                           | … обработчиков программных прерываний                                                                 |
|                   | Сине-зелёный      | steal и guest                      | … виртуальных машин                                                                                   |
|                   | Чёрный            | io-wait                            | … ожидания завершения операций ввода-вывода                                                           |

| Цвет по умолчанию | Цвет по умолчанию | Назначение                                                          |
| ----------------- | ----------------- | ------------------------------------------------------------------- |
|                   | Зелёный           | used = physical - kernel_binary - reserved - buffers - cache - free |
|                   | Синий             | buffers                                                             |
|                   | Жёлтый            | cache                                                               |

1. ↑  
used — размер страниц памяти, находящихся в ОЗУ.
2. ↑  
physical — размер памяти, доступной на ОЗУ.
3. ↑  
kernel_binary — размер памяти, занятой исполняемым кодом ядра.
4. ↑  
reserved — размер зарезервированной памяти.
5. 1 2  
buffers — размер памяти ядра, используемой для временного хранения raw данных, прочитанных с диска или предназначенных для записи на диск.
6. 1 2  
cache — память ядра, находящаяся в ОЗУ и используемая для хранения содержимого файлов, прочитанных с диска.
7. ↑  
free — размер свободной памяти; сумма свободной памяти, размещёной по малым адресам (англ. lowmem) и используемой ядром, и свободной памяти, размещённой по большим адресам (англ. highmem) и доступной процессам пространства пользователя.